# Azerspace-1/Africasat-1a
Azerspace-1/Africasat-1a (azer. AzərSat-1) – satelita telekomunikacyjny; pierwszy sztuczny satelita Ziemi należący do Azerbejdżanu. Zbudowany przez Orbital Sciences i wysłany rakietą Ariane 5 (razem z satelitą Amazonas 3). Umieszczony na pozycji orbitalnej 46°E. Transmituje kanały telewizyjne, radiowe i pakiety internetowe na terenie Europy, Azji i Afryki. Planowany czas działania wynosi 15 lat.

## Historia
Informacje prasowe o planach zakupu satelity pojawiły się w sierpniu 2009 roku. Wówczas zakładano, że projekt będzie kosztował około 203 mln USD (164 mln manatów), w tym:
- koszt satelity, ok. 107-108 mln USD
- koszt głównej i zapasowej infrastruktury kontrolnej, ok. 20 mln USD
- koszt wyniesienia, ok. 50 mln USD
- koszt ubezpieczania na 100% wartości, ponad 22 mln USD

Projekt zakładał, że spłacanie się inwestycji zajmie 5-7 lat, a przez resztę czasu (planowany czas działania 15 lat) satelita będzie przynosił zyski. Azerbejdżan miał wykorzystać około 20% przepustowości statku, a 80% miano wynająć na wolnym rynku. Pierwszym klientem, na 40% zasobów satelity, miała być Malezja. Prace nad satelitą miały zacząć się we wrześniu 2009, a na grudzień 2011 planowano satelizację. 
Jednak dopiero 27 maja 2011 roku (po około roku negocjacji) amerykańska firma Orbital Sciences (w przetargu startowała także rosyjska firma ISS Reszetniew) Company ogłosiła podpisanie kontraktu z centrum stosunków międzynarodowych i księgowości ministerstwa łączności i informatyzacji Republiki Azerbejdżanu. Kontakt obejmował zaprojektowanie, budowę i dostawę komercyjnego geostacjonarnego satelity telekomunikacyjnego Azerspace/Africasat-1a, wraz z infrastrukturą naziemną. Wartość umowy wynosiła około 120 mln USD.
W kwietniu 2011 roku Export-Import Bank of the United States (bank wspomagający eksport firm amerykańskich) zatwierdził skredytowanie 85% wartości projektu na rzecz Azerkosmos OJSCo
. Pozostałe 15% wyłożył Azerbejdżan.
Wyboru rakiety nośnej dokonała strona azerska na początku 2011 roku. Spośród rosyjskiego Protona, ukraińsko-rosyjskiego Zenita i francuskiej Ariane, wybrano tę ostatnią.

### Nazwa
Azerkosmos uzasadnia drugi człon pełnej nazwy satelity (Africasat-1a) tym, że swym zasięgiem obejmuje on niemal całą Afrykę. Zabieg taki jest najpewniej uzasadniony marketingowo.

## Budowa i działanie
Satelita został zbudowany przez amerykańską firmę Orbital Sciences w oparciu o platformę GEOStar-2. Statek posiada 36 aktywnych transponderów pasm C i Ku w trzech wiązkach obejmujących Europę, Afrykę i Azję. Dwadzieścia cztery transpondery pasma C (obejmujące Europę, Azję Środkową i Afrykę) wykorzystują pojedynczą rozkładaną reflektorową antenę supereliptyczną o rozmiarach 2,5 × 2,7 m (reflektor  1,4 m × 1,4 m). Dwanaście transponderów pasma Ku (obejmujące głównie Europę i Azję Środkową) korzysta zaś z podobnej, ale nie rozkładanej, anteny o rozmiarach 2,5 m × 2,7 m.
Dwa panele ogniw słonecznych UTJ GaAs dostarczają około 5kW energii elektrycznej, ładując akumulatory litowo-jonowe. Statek jest stabilizowany trójosiowo. Posiada silnik marszowy na paliwo dwuskładnikowe i zestaw silniczków korekcyjnych na paliwo jednoskładnikowe (hydrazynę).
Satelita zajmuje pozycję orbitalną 46°E należącą do Malezji, na podstawie umowy z Measat, tamtejszym operatorem satelitarnym. Po przeprowadzaniu testów wstępnych na orbicie, 16 lipca 2013, statek został przekazany stronie azerskiej, która od tego czasu kieruje misją z centrum kontroli mieszczącego się koło Baku.